# Strachan-Syndrom
Das Strachan-Syndrom ist eine seltene, durch Störungen des Sehvermögens und peripherer Nerven gekennzeichnete Erkrankung. 
Es tritt eine Degeneration des Sehnerven (Opticusatrophie) und eine Polyneuropathie auf, auch Hörstörungen, Schwindel und Hauterscheinungen (urogenitale ulzerierende Dermatitis) wurden beschrieben. Wahrscheinlich handelt es sich um eine kombinierte Mangelerkrankung, wobei wie bei Beriberi und der Wernicke-Enzephalopathie der Mangel an Thiamin (Vitamin B1) die Hauptrolle spielt. Daneben fehlen auch essentielle Aminosäuren und Cobalamine (Vitamin B12). Das Strachan-Syndrom wurde 1897 erstmals beschrieben und ist auf einige Gebiete in Afrika und Asien beschränkt, wo Maniok die Hauptnahrungsquelle darstellt. Möglicherweise spielt auch die im Maniok enthaltene Blausäure eine Rolle.